# Mie Nielsen
Mie Østergaard Nielsen (Aalborg, 25 de septiembre de 1996) es una deportista danesa que compite en natación, especialista en el estilo espalda. Es hija del nadador Benny Nielsen.
Participó en dos Juegos Olímpicos de Verano, obteniendo una medalla de bronce en Río de Janeiro 2016, en la prueba de 4 × 100 m estilos, y el sexto lugar en Londres 2012, en el relevo 4 × 100 m libre.
Ganó una medalla de bronce en el Campeonato Mundial de Natación de 2015 y siete medallas en el Campeonato Mundial de Natación en Piscina Corta entre los años 2012 y 2016.
Además, obtuvo siete medallas en el Campeonato Europeo de Natación entre los años 2014 y 2018, y ocho medallas en el Campeonato Europeo de Natación en Piscina Corta entre los años 2011 y 2017.

## Palmarés internacional
| Juegos Olímpicos                    | Juegos Olímpicos        | Juegos Olímpicos  | Juegos Olímpicos  |
| Año                                 | Lugar                   | Medalla           | Prueba            |
| ----------------------------------- | ----------------------- | ----------------- | ----------------- |
| 2016                                | Río de Janeiro (Brasil) | Medalla de bronce | 4 × 100 m estilos |
| Campeonato Mundial                  |                         |                   |                   |
| Año                                 | Lugar                   | Medalla           | Prueba            |
| 2015                                | Kazán (Rusia)           | Medalla de bronce | 100 m espalda     |
| Campeonato Mundial en Piscina Corta |                         |                   |                   |
| Año                                 | Lugar                   | Medalla           | Prueba            |
| 2012                                | Estambul (Turquía)      | Medalla de oro    | 4 × 100 m estilos |
| 2012                                | Estambul (Turquía)      | Medalla de plata  | 100 m espalda     |
| 2012                                | Estambul (Turquía)      | Medalla de bronce | 4 × 100 m libre   |
| 2014                                | Doha (Catar)            | Medalla de oro    | 4 × 50 m estilos  |
| 2014                                | Doha (Catar)            | Medalla de oro    | 4 × 100 m estilos |
| 2014                                | Doha (Catar)            | Medalla de bronce | 4 × 50 m libre    |
| 2016                                | Windsor (Canadá)        | Medalla de bronce | 4 × 50 m estilos  |
| Campeonato Europeo                  |                         |                   |                   |
| Año                                 | Lugar                   | Medalla           | Prueba            |
| 2014                                | Berlín (Alemania)       | Medalla de oro    | 100 m espalda     |
| 2014                                | Berlín (Alemania)       | Medalla de oro    | 4 × 100 m estilos |
| 2014                                | Berlín (Alemania)       | Medalla de bronce | 50 m espalda      |
| 2016                                | Londres (Reino Unido)   | Medalla de oro    | 100 m espalda     |
| 2016                                | Londres (Reino Unido)   | Medalla de plata  | 50 m espalda      |
| 2018                                | Glasgow (Reino Unido)   | Medalla de plata  | 4 × 100 m estilos |
| 2018                                | Glasgow (Reino Unido)   | Medalla de bronce | 4 × 100 m libre   |
| Campeonato Europeo en Piscina Corta |                         |                   |                   |
| Año                                 | Lugar                   | Medalla           | Prueba            |
| 2011                                | Szczecin (Polonia)      | Medalla de oro    | 4 × 50 m estilos  |
| 2011                                | Szczecin (Polonia)      | Medalla de plata  | 4 × 50 m libre    |
| 2011                                | Szczecin (Polonia)      | Medalla de bronce | 100 m espalda     |
| 2011                                | Szczecin (Polonia)      | Medalla de bronce | 100 m estilos     |
| 2013                                | Herning (Dinamarca)     | Medalla de oro    | 100 m espalda     |
| 2013                                | Herning (Dinamarca)     | Medalla de oro    | 4 × 50 m libre    |
| 2013                                | Herning (Dinamarca)     | Medalla de oro    | 4 × 50 m estilos  |
| 2017                                | Copenhague (Dinamarca)  | Medalla de bronce | 4 × 50 m libre    |